# Parafia św. Michała Archanioła w Łomży

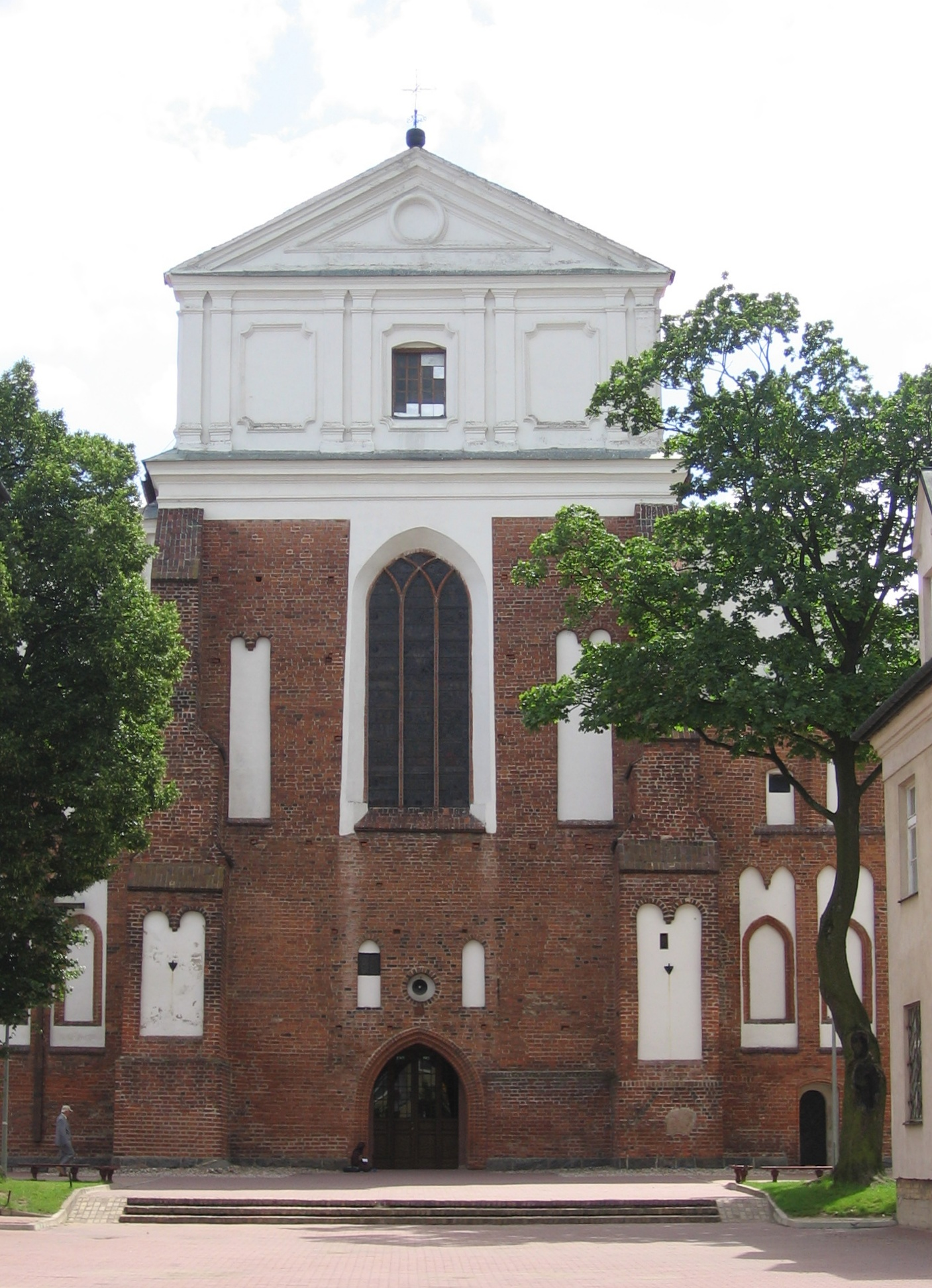
Fronton Katedry

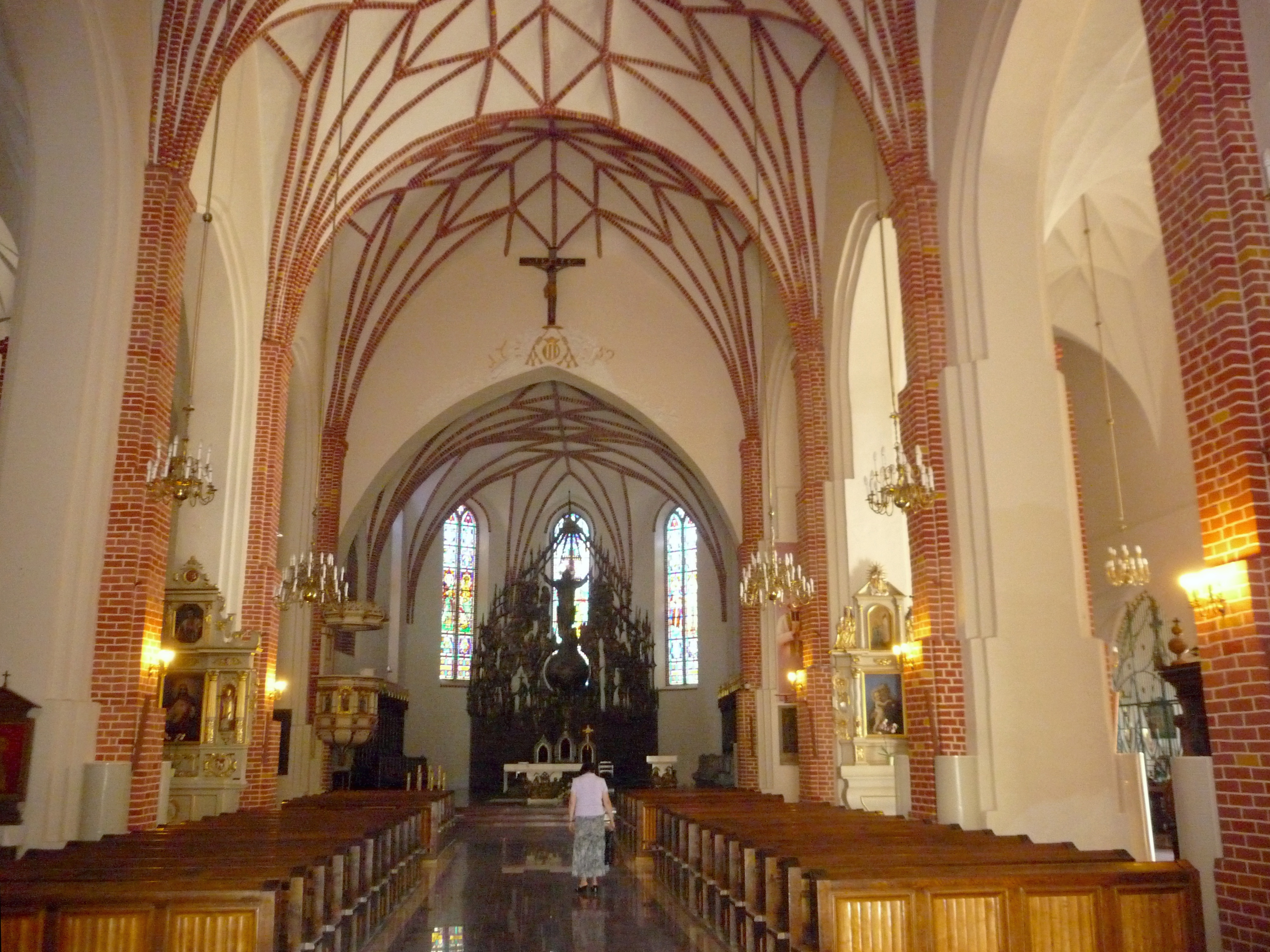
Widok wnętrza świątyni (2010)

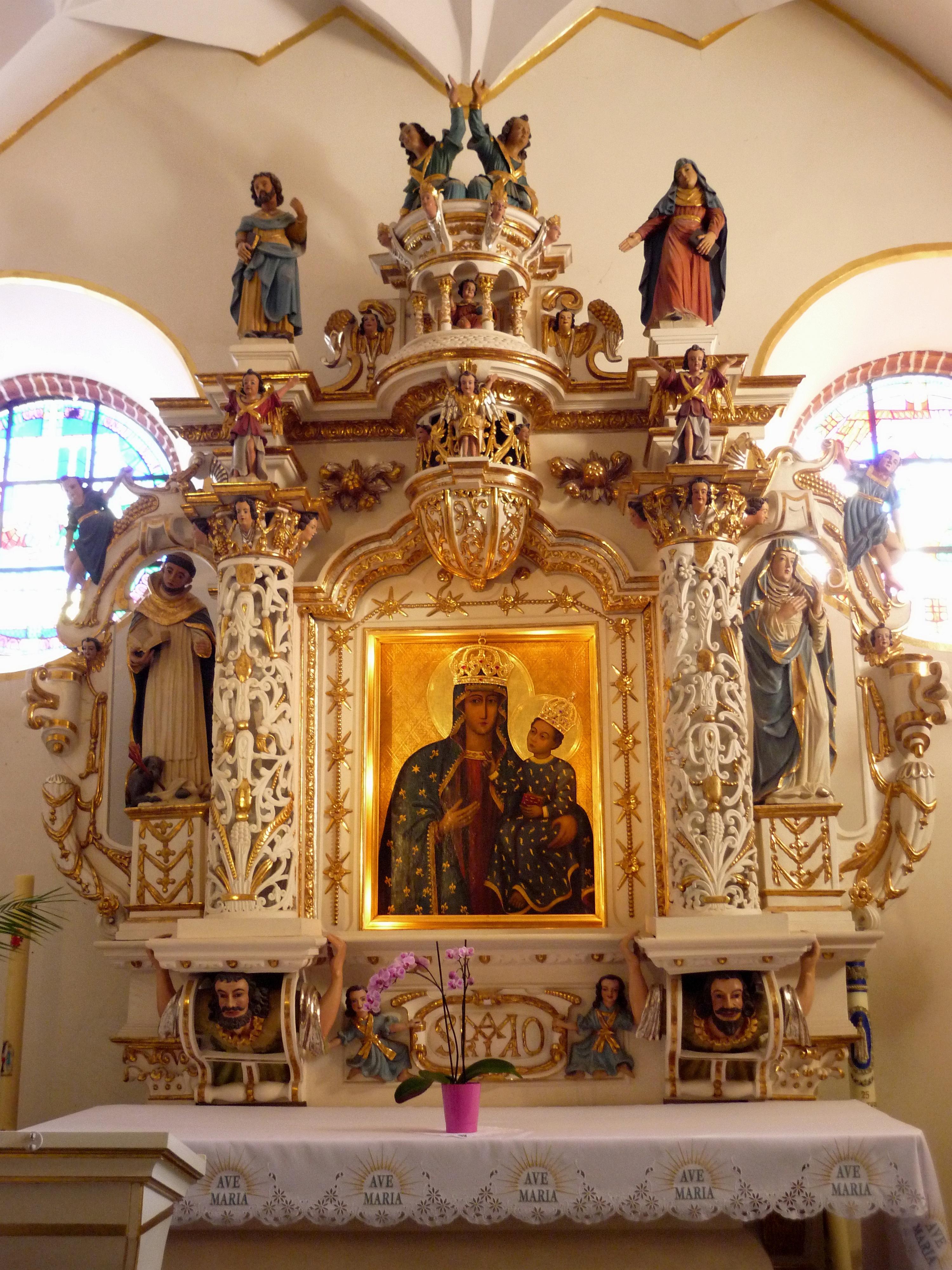
Ołtarz z obrazem MB Łomżyńskiej

Parafia pw. św. Michała Archanioła w Łomży – rzymskokatolicka parafia należąca do dekanatu Łomża – św. Michała Archanioła, diecezji łomżyńskiej, metropolii białostockiej. 

## Historia
Powstanie parafii
Parafia w Łomży została erygowana przy kościele św. Rozesłańców Piotra, Pawła i Andrzeja Apostołów zbudowanym przed rokiem 1396 przez biskupa Jakuba z Korzkwi w roku 1410. Po uzyskaniu praw miejskich przez Łomżę w roku 1418 nastąpił dalszy wzrost liczby mieszkańców, co przyczyniło się do budowy nowego okazalszego kościoła. 
W latach 1504–1525 został zbudowany murowany kościół w stylu gotyckim, którego budowniczym i jego pierwszym proboszczem był ksiądz Jan Wojsławski. W wyniku zniszczeń w czasie potopu szwedzkiego w latach 1691-1693 dokonano remontu według projektu Józefa Szymona Bellottiego, w wyniku którego wystrój kościoła zmienił się na barokowy. 
Papież Piusa XI w dniu 28 października 1925 r. utworzył Diecezję łomżyńską, a kościół farny św. Michała Archanioła został podniesiony do godności katedry. Podczas II wojny światowej katedra częściowo uległa uszkodzeniu, jednak została uratowana przed wysadzeniem w powietrze przez ks. bp Stanisława Łukomskiego. 
Okres III RP
W roku 1994 dobudowano wieżę kościelną. W miejscowości Podgórze w latach 1989 - 2000 staraniem ks. prob. Henryka Gołaszewskiego i ks. prob. Mariana Mieczkowskiego został zbudowany kościół filialny pw. św. Antoniego Padewskiego, który aktualnie należy do parafii św. Andrzeja Boboli, który służy tam jako kościół rektoralny.
W kościele katedralnym znajduje się czczony przez wiernych cudowny obraz Matki Boskiej Łomżyńskiej – Matki Pięknej Miłości, koronowany w Łomży 4 czerwca 1991 r. przez Ojca Świętego Jana Pawła II podczas IV pielgrzymki do Polski. W roku 2000 przeprowadzono gruntowny remont kaplicy, w której znajduje się obraz Matki Boskiej Łomżyńskiej.
Kościół parafialny
Regentka Księżna mazowiecka Anna i jej synowie Janusz III i Stanisław byli kolatorami kościoła pw. św. Michała Archanioła i św. Jana Chrzciciela, który został zbudowany w latach 1504 - 1525. W roku 1526 odbyło się uroczyste przeniesienie do nowego kościoła chrzcielnicy, a także przeniesiono uprawnienia parafialne z kościoła Rozesłania Apostołów. Uroczystego aktu konsekracji świątyni dokonał biskup płocki Andrzej Krzycki (po roku 1531). Obecny swój wygląd katedra zawdzięcza regotyzacji dokonanej po II wojnie światowej.
Kościoły filialne i kaplice
Na terenie parafii aktualnie znajdują się jeszcze dwa zabytkowe kościoły: 
- kościół pw. Wniebowzięcia Najświętszej Maryi Panny  zbudowany w 1877 r., który od 31 grudnia 1985 r. został ustanowiony kościołem rektoralnym

- kościół zakonny sióstr Benedyktynek pw. Trójcy Przenajświętszej zbudowany w latach 1855 - 1863, który uległ całkowitemu zniszczeniu podczas ostatniej wojny, odbudowany w latach 1946- 1962.

oraz:
- Kaplica pw. Grobu Pańskiego na cmentarzu w Łomży
- Kaplica pw. Matki Bożej Pocieszenia Chorych w szpitalu w Łomży

Cmentarz parafialny
Na terenie parafii znajduje się zabytkowy cmentarz grzebalny o powierzchni 6,0 ha w odległości 0,5 km od kościoła.

## Duszpasterze
Proboszczowie pracujący w parafii po roku 1923;
- ks. Józef Rogiński 1923-1926,
- ks. Saturnin Rostkowski 1926-1928,
- ks. Stanisław Szczęsnowicz 1928-1944,
- ks. Henryk Betto 1944-1952,
- ks. Antoni Roszkowski 1952-1972,
- ks. Paweł Olędzki 1972-1978,
- ks. Eugeniusz Chyliński 1978-1985,
- ks. Piotr Faltyn 1985-1986,
- ks. Henryk Gołaszewski 1986-1998,
- ks. Antoni Boszko 1998-2000,
- ks. kan mgr Marian Mieczkowski od 2000.

Księża pochodzący z parafii (od 1925 r.)
- (†) ks. Apoloniusz Gliński (1929),
- (†) ks. Michał Bobrow (1939),
- (†) ks. Stanisław Wasilewski (1942),
- ks. Mieczysław Edward Dąbrowski (1953),
- ks. Jan Macek (1957),
- ks. W. Plezia SJ (1970),
- ks. Andrzej Bielawski (1977),
- ks. Dariusz Narewski (1991),
- ks. Adam Otrębski CR (1993),
- ks. Waldemar Gliński (1994),
- ks. Andrzej Najda (1996),
- ks. Andrzej Komorowski FSSP (2006),
- ks. Andrzej Zieliński (2007),
- ks. Tomasz Grala (2013).

## Zasięg parafii
Do roku 1972 parafia katedralna była jedyną parafią w Łomży. W następnych latach z obszaru parafii zostały wydzielone trzy nowe parafie: MB Bolesnej, św. Brunona z Kwerfurtu i Miłosierdzia Bożego.
Od 1972 roku parafii należą wierni z miejscowości Jednaczewo (6-9 km) oraz Łomży mieszkający przy ulicach: Bernatowicza, Boh. Monte Cassino, A. Chętnika,  Ciborowskiego, Dwornej, Dmowskiego, Długiej (parzyste), Giełczyńskiej, Glogera, Górnej, Jana z Kolna, Kierzkowej, St. Konwy, Kopernika, Krótkiej, Al. Legionów, Łąkowej, 3 Maja, 
Marynarskiej, Pl. Niepodległości, Nowej, Nowogrodzkiej (do nr. 44), Ogrodowa, Pl. Papieża Jana Pawła II, Pięknej (nieparzyste), Pl. Pocztowy, Polowej, Raginisa, Sadowej, Projektowanej (d. H. Sawickiej), Senatorskiej (parzyste), Sienkiewicza, Sikorskiego, M. Skłodowskiej Curie, Starej, Stary Rynek, Szkolnej, Szymańskiego, Szosa Zambrowska (od północy), Witosa, Wąskiej, Wiejskiej (od ul. Pięknej), Wojska Polskiego (do parku), Zawadzkiej, Zdrojowej i Pl. Zielony.